# Turner a Hooch
Turner a Hooch (v anglickém originále Turner & Hooch) je americká filmová komedie z roku 1989. Režisérem filmu je Roger Spottiswoode. Hlavní role ve filmu ztvárnili Tom Hanks, pes Beasley, Mare Winningham, Craig T. Nelson a Reginald VelJohnson.

## Děj
Scott Turner je pedantský policejní vyšetřovatel v ospalém kalifornském městečku Cypress Beach. Žije spořádaným životem, vždy chodí perfektně oblečený a jeho dům je vzorně uklizený. Protože je ve městě málo vzrušení, chystá se na přesun do Sacramenta. Při zaučování svého nástupce Davida Suttona se loučí se svým dlouholetým přítelem Amosem Reedem, majitelem vrakoviště, který vlastní mohutnou bordeauxská dogu jménem Hooch. Pes Turnera příliš v lásce nemá.
Téhož dne jsou vyšetřovatelé povoláni k nálezu 8 000 dolarů v hotovosti na pláži. Večer je Amos svědkem toho, jak místní magnát v oblasti mořských plodů Walter Boyett nechává zabít svého zaměstnance za krádež podobného balíku peněz. Když Boyettův muž Zack Gregory zjistí, že ho Amos viděl, nabídne mu úplatek za mlčení. Amos odmítne a Gregory ho smrtelně bodne. Jediným svědkem vraždy je Hooch, který se pokusí vraha pronásledovat.
Turner je pověřen vyšetřováním případu a je nucen převzít do péče Hooche jako jediného svědka. Pokusí se ho umístit u nové městské veterinářky Emily Carson, ta ale trvá na tom, že péče o psa Turnerovi prospěje. Hoochova hlučná a destruktivní povaha se okamžitě střetne s Turnerovým pedantským životním stylem. Když se Turner vrátí z nákupu psího krmiva a najde svůj dům vzhůru nohama, rozzuřeně Hooche vyžene. Pes se ale vrátí s Emilyinou kolií Camille. Když Turner odvede Camille zpět do veterinární kliniky, Emily ho pozve dál a společně malují její dům, přičemž mezi nimi začíná vznikat vzájemná přitažlivost.
Při návštěvě policejní stanice Hooch rozpozná na svatbě přes ulici fotografa jako Amosova vraha a pronásleduje ho. Muž sice unikne, ale Turner ho identifikuje jako Zacka Gregoryho, zaměstnance Boyett Seafood a bývalého mariňáka s několika předchozími zatčeními. Způsob bodné rány naznačuje výcvik speciálních jednotek a Amosovy časté stížnosti na podezřelou aktivitu v Boyettově továrně vedou Turnera k podezření, že společnost pašuje drogy.
Turner si uvědomí, že Hoochovi chybí Amos a jeho starý život, a začne si k psovi vytvářet vztah. Přesvědčí policejního náčelníka Howarda Hydea, aby povolil razii v Boyettově továrně, ale prohlídka je bezvýsledná. Frustrovaný Turner tráví noc s Emily a v náhlém prozření si uvědomí, že Boyett Seafood nepašuje dovnitř nelegální zboží, ale nějakým způsobem vyváží nelegální peníze.
Turner s Hoochem sledují továrnu a David se k nim připojí s 8 tisíci dolary nalezenými na pláži. Hooch sleduje pach plastového sáčku s penězi, což je dovede k nalezení dalšího identického balíčku. Turner vypátrá Gregoryho v motelu Lazy Acres, ale je zajat. Gregory ho nutí nastoupit do jeho Cadillacu, Turner však způsobí havárii a s Hoochovou pomocí Gregoryho vyslechne.
Když se Turner s Hoochem vrátí do továrny, neočekávaně se k nim připojí náčelník Hyde. Turner odhalí, že Hyde je zapojený do Boyettovy operace praní špinavých peněz – peníze jsou ukryté v ledových blocích, které chladí zásilky mořských plodů. Dojde k přestřelce, při níž Hooch zneškodní Boyetta, ale je postřelen. Hyde Boyetta zabije a nutí Turnera, aby mu pomohl hodit vše na Boyetta. Zraněný Hooch však stihne Hydea kousnout do nohy; v následném boji o zbraň je Hyde zastřelen. Turner spěchá s Hoochem na kliniku Emily, kde smrtelně zraněný pes umírá v jeho náručí.
Po nějaké době se Turner stane policejním náčelníkem v Cypress Beach, s Davidem jako hlavním vyšetřovatelem. Turner se ožení s Emily, která je těhotná a stará se o Camille a její štěňata, z nichž jedno vypadá a chová se úplně stejně jako Hooch – je totiž jeho potomkem.

## Obsazení
| Tom Hanks           | Scott Turner  |
| Beasley             | Hooch         |
| Mare Winningham     | Emily Carson  |
| Craig T. Nelson     | Howard Hyde   |
| Reginald VelJohnson | David Sutton  |
| Scott Paulin        | Zack Gregory  |
| J. C. Quinn         | Walter Boyett |
| John McIntire       | Amos Reed     |